# Josephine Burnand
Josephine "Jo" Burnand (nascida em 4 de abril de 1962) é uma remadora paralímpica australiana. Representou seu país, Austrália, nos Jogos Paralímpicos de Verão de 2016 no Rio de Janeiro, onde terminou em primeiro no remo LTA quatro com misto - LTAMix4+ B, com Brock Ingram, Jeremy McGrath, Davinia Lefroy e Kathleen Murdochin.

## Vida pessoal
Josephine é casada com o ex-remador Craig Muller, o qual foi medalha de bronze nos Jogos Olímpicos de Verão de 1984 em Los Angeles, nos Estados Unidos.